# Truncopes yoshidai
Truncopes yoshidai är en kvalsterart som beskrevs av Aoki och Ohkubo 1974. Truncopes yoshidai ingår i släktet Truncopes och familjen Oripodidae. Inga underarter finns listade i Catalogue of Life.